# Сильвестрони, Марко
Марко Сильвестрони (итал. Marco Silvestroni; род. 8 ноября 1962, Рим) — итальянский политический и государственный деятель, депутат Палаты депутатов (2018—2022), сенатор (с 2022).

## Биография
Родился 8 ноября 1962 года в Риме, область Лацио, Италия.
После окончания обучения начал карьеру журналиста, а в 1997 году был первые избран в городской совет Ариччи. В 2000 году он был избран депутатом местного совета коммуны Альбано-Лациале, а в 2010 году безуспешно баллотировался на должность её мэра.
На парламентских выборах 2018 года Сильвестрони был избран депутатом Палаты депутатов Италии от 1-го избирательного округа Лацио в качестве члена партии «Братья Италии», оставаясь на посту до 12 октября 2022 года. На парламентских выборах 2022 года он был избран в Сенат Италии от той же области, официально вступив в должность 13 октября 2022 года.